# Уварова, Елена Витальевна
Елена Витальевна Уварова (род. 8 марта 1952 года) — советский и российский акушер-гинеколог, член-корреспондент РАН (2019).

## Биография
Родилась 8 марта 1952 года.
В 1975 году — с отличием окончила 1-й Московский медицинский институт имени И. М. Сеченова.
С 1975 по 1980 годы — работала на кафедре акушерства и гинекологии там же.
В 1982 году — защитила кандидатскую диссертацию, тема: «Восстановительное лечение и метаболическая реабилитация больных миомой матки переходного возраста после удаления опухоли».
В 1993 году — защитила докторскую диссертацию, тема: «Сочетанная доброкачественная патология эндо- и миометрия у больных репродуктивного возраста (Вопросы патогенеза, диагностики и лечения)».
С 1980 года работает в Национальном медицинском исследовательском центре акушерства, гинекологии и перинатологии имени академика В. И. Кулакова, где прошла путь от старшего лаборанта отделения хирургической гинекологии до заведующего 2 гинекологическим отделением (детского и юношеского возраста) — с 2002 года.
В 2019 году — избрана членом-корреспондентом РАН.

## Научная деятельность
Специалист в области акушерства и гинекологии.
Соавтор 7 оригинальных методик: способ лечения аденомиоза, способ ультразвукового исследования органов малого таза у девочек в период новорождённости, младенчества и раннего детства, способ остановки маточных кровотечений в пубертатном периоде, способ лечения маточных кровотечений пубертатного периода, способ восстановительного лечения при остром сальпингоофорите, способ восстановительного лечения при хроническом сальпингоофорите.
Участвовала в разработке порядка оказания медицинской помощи женщинам на фоне беременности и после родов, стандартов и протоколов оказания медицинской помощи девочкам с гинекологическими заболеваниями, паспорта репродуктивного здоровья мальчиков и девочек.
Автор 750 научных работ, из них 15 монографий, 18 пособий, 88 глав в монографиях, 19 авторских свидетельств и патентов на изобретение.
Под её руководством защищены 25 кандидатских и 9 докторских диссертаций.
Главный редактор журнала «Репродуктивное здоровье детей и подростков», член редколлегии журнала «Акушерство и гинекология», президент межрегиональной общественной организации «Объединение детских и подростковых гинекологов», член президиума Европейской ассоциации детских и подростковых гинекологов (ЕВРАПАГ).

## Награды
- Заслуженный деятель науки Российской Федерации (2014)[3]
- Медаль «В память 850-летия Москвы»
- Значок «Отличник здравоохранения»
- 1 серебряная и 2 бронзовые медали ВДНХ СССР